# Ла Калифорнија (Ливорно)
Ла Калифорнија (итал. La California) је насеље у Италији у округу Ливорно, региону Тоскана.
Према процени из 2011. у насељу је живело 1090 становника. Насеље се налази на надморској висини од 9 м.